# Ignacy Porecki
Ignacy Porecki, znany także jako Ignacy Reiss, Ludwik ps. „Rajmond” (ur. 1 stycznia 1899 w Podwołoczyskach nad Zbruczem, zm. 3 września 1937 w Lozannie) – polski działacz komunistyczny, rewolucjonista, radziecki szpieg.

## Życiorys
Urodził się w zaborze austriackim, w rodzinie polskich Żydów  jako Natan Porecki, syn kupca. Studiował prawo na uniwersytecie w Wiedniu.
Wziął udział w rewolucji październikowej (1917), potem działał w Komunistycznej Partii Robotniczej Polski, za co był aresztowany i skazany na 5 lat więzienia. Został agentem Czeka (po zmianach organizacyjnych – GPU i OGPU) oraz Razwiedupru (wywiadu Armii Czerwonej), działał pod pseudonimami Ignacy Reiss bądź Ludwik.
W 1922 roku wyjechał z tajną misją do Niemiec, Austrii i do Polski. W 1927 roku otrzymał zadanie utworzenia siatki szpiegowskiej w Wielkiej Brytanii – na swoją bazę wybrał Holandię. Za sukcesy wywiadowcze w 1928 został odznaczony Orderem Czerwonego Sztandaru. W latach trzydziestych działał we Francji. Po procesach moskiewskich oficjalnym listem z 17 lipca 1937 został wezwany do ambasady radzieckiej w Paryżu, lecz odmówił powrotu. 17 lipca 1937 opublikował we francuskich gazetach list otwarty, demaskujący politykę masowych represji Stalina. Nawiązał kontakt z lewicową opozycją i schronił się w Szwajcarii. Zginął zamordowany przez wysłanników Stalina (grupę zorganizowaną przez Siergieja Szpigelglasa). Został zastrzelony przez Władimira Prawdina (Roland Abbiate ps. „Pilot”) i Borysa Afanasjewa, agentów Zarządu Zadań Specjalnych NKWD.
W 1969 roku we Francji ukazały się wspomnienia Elżbiety Poreckiej – żony Reissa (Les notres. Vie et mort d’un agent sovietique), a w 1995 roku godzinny film dokumentalny poświęcił Reissowi szwajcarski reżyser Daniel Kunzi (Ignaz Reiss, vie et mort d’un revolutionnaire).